# Republic P-43
Die Republic P-43 „Lancer“ war ein US-amerikanisches Jagdflugzeug im Zweiten Weltkrieg, das aber lediglich in China für Kampfeinsätze verwendet wurde.

## Geschichte

### Prototyp AP-4
Die Entwicklung der P-43 geht zurück auf die von der Seversky Aircraft Corp. entwickelte P-35 (AP-1), die 1938 vom United States Army Air Corps (USAAC) in Dienst gestellt wurde. Weiterentwicklungen waren das Rennflugzeug AP-2 (Advanced Pursuit 2) und die letzte P-35 der Serienfertigung, die als XP-41 (Erstflug März 1939) Verbesserungen am Triebwerk und Fahrwerk sowie Senknieten bei der Beplankung erhielt.
Bei der Model AP-4 wurde gegenüber ihren Vorgängern mit mechanischen Ladern erstmals ein Turbolader eingesetzt, der unter dem hinteren Rumpfteil angeordnet war. Auch besaß sie selbstdichtende Tanks, eine Zelle mit Senkvernietung und eine verbesserte Sicht nach hinten. Die Bewaffnung entsprach derjenigen der P-35. Die Erprobung auf dem Wright Field erbrachte gute Beurteilungen der Steig- und Höhenleistungen. Die AP-4 stürzte jedoch am 22. März 1939 ab, nachdem sie in der Luft Feuer gefangen hatte.

### YP-43
Am 12. Mai 1939 bestellte das USAAC 13 Exemplare des Baumusters unter der militärischen Bezeichnung YP-43. Seversky garantierte eine Höchstgeschwindigkeit von 351 mph (562 km/h) in einer Höhe von 20.000 Fuß (6000 m). Als deutlichste Veränderung wurden die Einlässe der Turbolader von der Flügelwurzel in den unteren Teil der Motorverkleidung verlegt. Dies hatte zwar einen deutlich tieferen Rumpf zur Folge, vermied aber die stark nach hinten verschobene Lage des Cockpits, wie sie extrem bei der YP-37 zu sehen war. Auch der Rumpfrücken erhielt erstmals das später für Republic typische Razor-Back-Aussehen. Die Lieferung der 13 YP-43 erfolgte zwischen dem 13. September 1940 und 31. März 1941.

### P-44 Rocket
Bereits kurz nach der Auftragsvergabe hatte das USAAC einen Ausschreibungswettbewerb für einen Höhen-Abfangjäger gestartet. Alexander Kartweli entwarf daraufhin die AP-4J mit einem turboaufgeladenen Pratt & Whitney R-2180 Twin Hornet, der die Ausschreibung gewinnen konnte. Von der als P-44 Rocket bezeichneten Maschine bestellte das USAAC, noch bevor ein Prototyp geflogen war, 80 Exemplare. Eine weitere Variante stellte die AP-4L dar, die einen 2000 PS leistenden Sternmotor Pratt & Whitney R-2800 erhalten sollte. Hiervon wurden am 19. Juli 1940 225 bestellt und am 9. September auf insgesamt 827 Maschinen erhöht.

### Serienfertigung

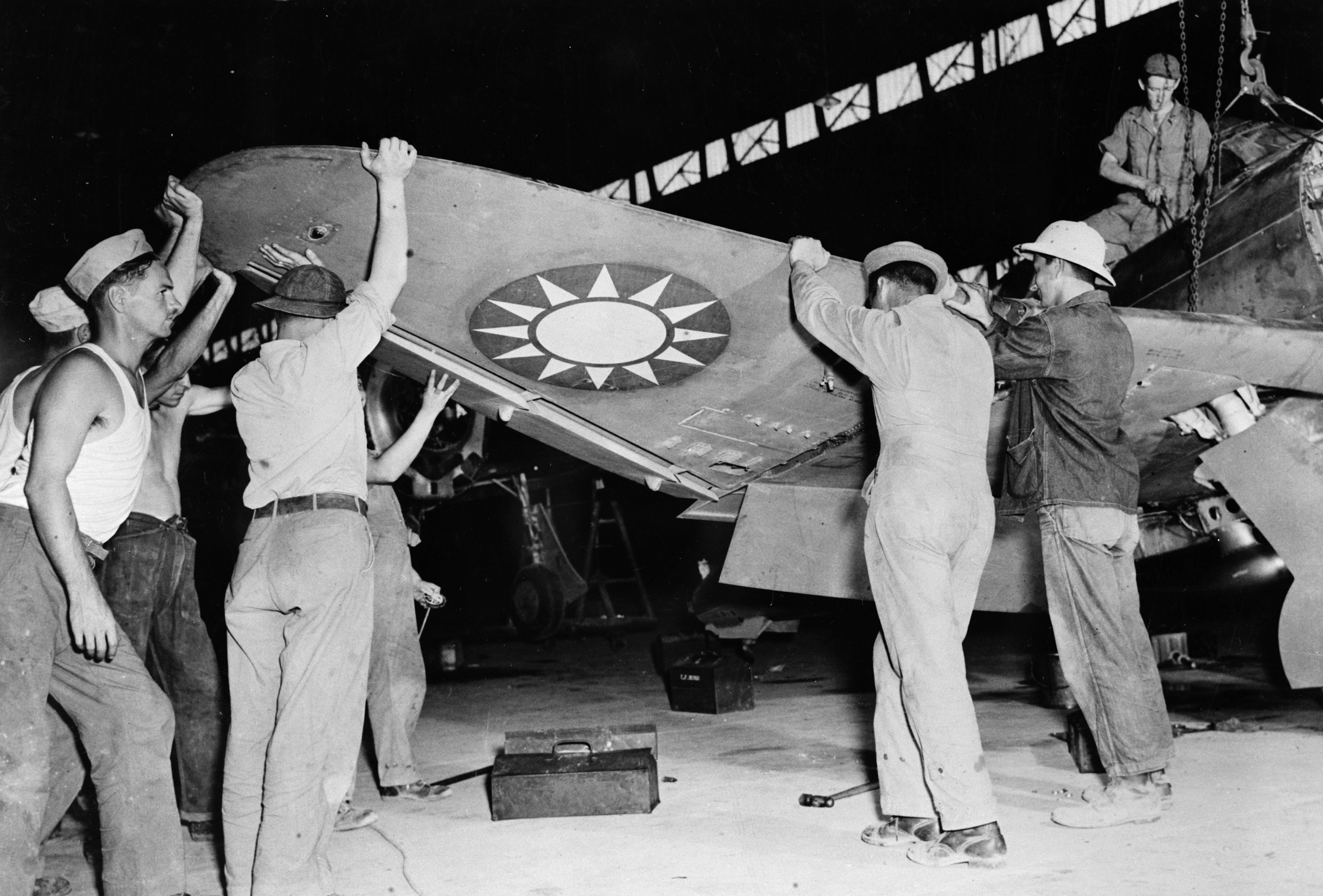
Wartung einer P-43 der Luftstreitkräfte der Republik China im Jahr 1943

Die ersten Erfahrungen auf dem Kriegsschauplatz in Europa zeigten, dass dort die Leistungen der P-43 und P-44 für die vorgesehenen Aufgaben nicht ausreichen würden. Mittlerweile war jedoch die Entwicklung der vielversprechenden Republic P-47 angelaufen. Um bis zu deren Serienanlauf die Fertigungsstrecke in Gang zu halten und weil die R-2800-Triebwerke nicht verfügbar waren, wandelte das USAAC die Bestellungen der P-44 am 13. September 1940 in Aufträge über 54 P-43 in der YP-43-Konfiguration und 80 P-43A mit einem R-1830-49-Triebwerk um. Die erste P-43 wurde im Mai 1941 und die erste P-43A im September 1941 ausgeliefert.
Die United States Army Air Forces (USAAF) ermöglichten dann einen Lend-Lease-Auftrag über 125 P-43A-1 für die Luftstreitkräfte der Republik China, die bis März 1942 produziert wurden. Es kamen aber nur etwa 50 Flugzeuge tatsächlich in China an, einige wenige Exemplare aus dem Auftrag erhielt auch die USAAF. In China war sie allerdings leistungsmäßig das beste Flugzeug, vor allem wegen ihrer guten Höhenleistung. Sie war das einzige Flugzeug, das den schnellen japanischen Aufklärer Mitsubishi Ki-46 abfangen konnte. Die Maschine war bei den Piloten beliebt, allerdings war das Tanksystem ein dauerndes Problem. Durch das sehr beschussempfindliche Treibstoffsystem wurde die Maschine in nicht allzu großem Umfang eingesetzt und letztlich der leistungsschwächeren, aber in Massenproduktion befindlichen Curtiss P-40 der Vorzug gegeben. Die Royal Australian Air Force verwendete einige P-43 als Aufklärer.

## Konstruktion
Einmotoriger einsitziger Ganzmetalltiefdecker mit Einziehfahrwerk und Sternmotor. Auf selbstdichtende Tanks und Panzerung war verzichtet worden. Dadurch bestand kein Interesse seitens der USAAF und die Maschinen wurden nur als Übungsflugzeuge eingesetzt. Einige wurden zu Foto-Aufklärern umgebaut und an Australien geliefert. In dieser Rolle bewährten sich die Maschinen sehr gut, da sie unbehelligt von japanischer Abwehr agieren konnte. Als Tragflügelprofil kam das von der P-35 bekannte Seversky S-3 zum Einsatz, welches auch beim Nachfolgemodell P-47 verwendet wurde. Ebenso blieb der elliptische Flügelgrundriss und die Spreizlandelappen Merkmale der Flugzeugfamilie. Der Treibstoff wurde in den dichtgenieteten Tragflächen ohne spezielle Tanks aufbewahrt (Wet Wing). Dieses System erwies sich aber als undicht und führte zu Leckagen, ein Problem, das im Frontbetrieb nicht gelöst werden konnte.

## Produktion
Abnahme der Republic P-43 durch die USAAF:
| Version | 1940 | 1941 | 1942 | SUMME |
| ------- | ---- | ---- | ---- | ----- |
| YP-43   | 2    | 11   |      | 13    |
| P-43    |      | 54   |      | 54    |
| P-43A   |      | 80   |      | 80    |
| P-43A-1 |      | 15   | 110  | 125   |
| SUMME   | 2    | 160  | 110  | 272   |

## Technische Daten
| Kennzeichen           | Daten                                                                   |
| --------------------- | ----------------------------------------------------------------------- |
| Besatzung             | 1                                                                       |
| Antrieb               | 1 × 14-Zylinder-Sternmotor Pratt & Whitney R-1830-49, 1.200 PS (883 kW) |
| Länge                 | 8,7 m                                                                   |
| Spannweite            | 11,0 m                                                                  |
| Höhe                  | 4,3 m                                                                   |
| Flügelfläche          | 20,7 m²                                                                 |
| Leermasse             | 2.713 kg                                                                |
| Startmasse            | normal 3.365 kg maximal 3.837 kg                                        |
| Flächenbelastung      | 163 kg/m²                                                               |
| Höchstgeschwindigkeit | 573 km/h                                                                |
| Reichweite            | 1.046 km                                                                |
| Gipfelhöhe            | 10.970 m                                                                |
| Steigleistung         | 13 m/s                                                                  |
| Bewaffnung            | 4 × 12,7-mm-Maschinengewehre Browning M2                                |

## Betreiber
- China: Luftstreitkräfte der Republik China
- Vereinigte Staaten: United States Army Air Forces
- Australien: Royal Australian Air Force